# Файстриц-ам-Вексель
Файстриц-ам-Вексель (нем. Feistritz am Wechsel) — коммуна в Австрии, в федеральной земле Нижняя Австрия.
Входит в состав округа Нойнкирхен. Население составляет 1111 человек (на 31 декабря 2005 года). Занимает площадь 23,76 км². Официальный код — 3 18 09.

## Политическая ситуация
Бургомистр коммуны — Леопольд Корнтойер (АНП) по результатам выборов 2005 года.
Совет представителей коммуны (нем. Gemeinderat) состоит из 19 мест.
- АНП занимает 13 мест.
- СДПА занимает 5 мест.
- АПС занимает 1 место.

## Известные уроженцы и жители
- Венингер, Леопольд — немецкий композитор австрийского происхождения.